# Wapiti
Jelen wapiti, někdy jen wapiti (Cervus canadensis) je druh jelena, dříve považovaný za poddruh jelena lesního. Tento poznatek odpovídá i genovým analýzám, které naznačují, že do Severní Ameriky se zřejmě dostal v době, kdy byl Beringův průliv zamrzlý (přesněji sem přešel jeho společný předek i s některými druhy amerického soba).[zdroj?]
Žije především v Severní Americe ve Skalnatých horách, ale také ve Východní Asii.

## Biologie

### Fyziologie
Tak jako jiní přežvýkavci má čtyři žaludky. Výška v kohoutku je 1,5 m a délka 2,4 m. Dosahuje v průměru hmotnosti 315–320 kg. Anatomickou zvláštností tohoto druhu je mohutný ohryzek u samce.

### Chování
Po většinu roku zůstávají jeleni Wapiti ve skupinách oddělených podle pohlaví. V době říje soutěží dospělí jeleni o pozornost samic a snaží se chránit samice ve svém harému. Nejdříve se pokoušejí přilákat samice specifickým řevem (podle jeho intenzity také samice poznají vyvinutého jedince). Roztíráním moči po svém těle se pro samice stávají atraktivnější.  Samci-konkurenti vyzývají dominantní samce na souboj. V rámci něho paralelně ustupují a přibližují se. Pokud žádný z nich neustoupí, začnou zápasit parohy, což často ústí ve vážná zranění.
Dominantní jeleni se drží při skupině samic v době říje, od října do brzké zimy. Alfa-samci hlídají svůj harém běžně čítající i 20 kusů jak před jeleními konkurenty, tak i predátory. Pouze dospělí býci mají harém, jejich reprodukční vrchol nastává asi v osmi letech.
Jelen v říji se pase jen výjimečně a takto ztrácí až 20 % své tělesné hmotnosti.

## Poddruhy
10 poddruhů
Severní Amerika
- wapiti východní (C. c. canadensis; vyhynulý)
- wapiti arizonský (C. c. merriami; vyhynulý)
- wapiti manitobský (C. c. manitobensis)
- wapiti Nelsonův (C. c. nelsoni)
- wapiti západní (C. c. roosevelti)
- wapiti zakrslý (C. c. nannodes)

Asie
- wapiti alašanský (C. c. alashanicus)
- wapiti sibiřský (C. c. sibiricus)
- wapiti mandžuský (C. c. xanthopygus)
- wapiti ťanšanský (C. c. songaricus)